# Rastatter Rheinaue
Das Naturschutzgebiet Rastatter Rheinaue liegt auf dem Gebiet der Kreisstadt Rastatt und der Gemeinden Iffezheim und Steinmauern im Landkreis Rastatt in Baden-Württemberg. Es ist das größte NSG im Landkreis.
Das Gebiet erstreckt sich östlich direkt entlang des Rheins zwischen der am nördlichen Rand fließenden Murg und der am südlichen Rand verlaufenden Landesstraße L 78 b. Unweit der nordöstlichen Ecke liegt der Kernort Steinmauern und an der südöstlichen Ecke liegt Wintersdorf, ein Stadtteil der Kreisstadt Rastatt.

## Bedeutung
Für Iffezheim, Rastatt und Steinmauern ist seit dem 8. Februar 1984 ein 845,7 ha großes Gebiet unter der Kenn-Nummer 2.071 als Naturschutzgebiet ausgewiesen. Es handelt sich um eine intakte Überflutungsaue der Furkationszone des Rheins als Lebensraum zahlreicher Pflanzen- und Tiergesellschaften. Es ist ein Naturraum von besonderer Eigenart und Schönheit, ein Standort der Eichen-Ulmen-Waldgesellschaften, mit Silberweidenwald und einer artenreichen Vegetation, besonders in und an den Gewässern.